# Al Basrah
Al Basrah (arabisk: محافظة البصرة) er en irakisk provins med et areal på 19,070 km² og 2.405.434(2009) indbyggere.
Provinsen ligger tæt på grænsen til Kuwait. Hovedbyen er Basra, der med 1.326.564(2018) indbyggere, er Iraks næststørste by.